# 2E busz (Pécs)
A pécsi 2E jelzésű autóbusz Mecsekszabolcs és Uránváros között közlekedett gyorsjáratként.

## Története
2017. szeptember 1-jén 2E jelzéssel új gyorsjáratot indítottak Mecsekszabolcstól Uránvárosig. A járat csak munkanapokon reggel közlekedik.
A járat 2022. szeptember 1-jétől nem közlekedik. 

## Útvonala
| Mecsekszabolcs → Budai Állomás → Árkád → Uránváros |
| --- |
| Mecsekszabolcs – Szabadságharc utca – Szabolcsi út – Komlói út – Zsolnay Vilmos utca – Rákóczi út – Rákóczi út – Hungária utca – Szigeti út – Tüzér utca – Építők útja – Ybl Miklós utca – Esztergár Lajos utca – Makay István út – Ürögi sor – Uránváros |

## Megállóhelyei
| 2E (Mecsekszabolcs → Uránváros) |                           | |               |
| Perc (↓)                        | Megállóhely               | Megállóhelyet érintő járatok | Létesítmények |
| 0                               | Mecsekszabolcs végállomás | 2, 2E, 60, 60A |               |
| 1                               | Szőlőhegyi út             | 2, 2E, 60, 60A |               |
| 2                               | Árpád utca                | 2, 2E, 60, 60A |               |
| 4                               | Fehérhegy                 | 2, 2A, 2E, 4, 12, 60, 60A · Helyközi autóbuszok |               |
| 5                               | Meszes                    | 2, 2A, 2E, 4, 12, 60, 60A |               |
| 6                               | Kőrös utca                | 2, 2A, 2E, 4, 12, 60, 60A |               |
| 7                               | Meszesi iskola            | 2, 2A, 2E, 4, 12, 60, 60A |               |
| 8                               | Budai vám                 | 2, 2A, 2E, 4, 12, 60, 60A · Helyközi autóbuszok |               |
| 9                               | Budai Állomás             | 2, 2A, 2E, 4, 4Y, 12, 13, 13E, 13Y, 14, 14Y, 15, 15A, 16, 25, 26, 26A, 30Y, 60, 60A, 60Y, 102, 102Y, 104, 104A, 104E, 104Y · Helyközi autóbuszok                                                                                                |               |
| 16                              | 48-as tér                 | 2, 2A, 2E, 4, 4Y, 13, 13E, 13Y, 14, 14Y, 15, 15A, 20, 21, 21A, 30Y, 60, 60A, 60Y, 102, 102Y, 104, 104A, 104E, 104Y, 121 · Helyközi autóbuszok · Pécs-Külváros                                                                                   |               |
| 18                              | Árkád                     | 2, 2A, 2E, 3, 3E, 4, 4Y, 6, 6E, 7, 7Y, 8, 13, 13E, 13Y, 14, 14Y, 15, 15A, 22, 23, 23Y, 24, 25, 26, 26A, 27, 27Y, 28, 28A, 28Y, 29, 30, 33, 38, 38Y, 39, 40, 60, 60Y, 73, 73Y, 102, 102Y, 103, 104, 104A, 104E, 104Y, 107E, 109E, 130, 130A, 140 |               |
| 20                              | Zsolnay-szobor            | 2, 2A, 2E, 3, 3E, 6, 6E, 7, 7Y, 8, 13Y, 14, 14Y, 22, 23, 23Y, 24, 25, 26, 26A, 27, 27Y, 28, 28A, 28Y, 29, 30, 31, 32, 32Y, 34, 34Y, 35, 35Y, 36, 37, 38, 38Y, 39, 40, 44, 46, 47, 73, 73Y, 102, 102Y, 103, 107E, 109E, 130, 140                 |               |
| 22                              | Kórház tér                | 2, 2A, 2E, 25, 26, 26A, 27, 27Y, 28, 28A, 28Y, 29, 30, 31, 32, 32Y, 34, 34Y, 35, 35Y, 36, 37, 44, 46, 47, 102, 102Y, 103, 107E, 109E, 130 |               |
| 24                              | Petőfi utca               | 2, 2A, 2E, 25, 26, 26A, 27, 27Y, 28, 28A, 28Y, 29, 37, 46, 47, 55, 102, 102Y, 107E, 109E |               |
| 25                              | KEDPLASMA plazma központ  | 2, 2A, 2E, 25, 26, 26A, 27, 27Y, 28, 28A, 28Y, 55, 102, 102Y, 107E |               |
| 26                              | Egyetemváros              | 2, 2A, 2E, 25, 26, 26A, 27, 27Y, 28, 28A, 28Y, 29, 55, 102, 102Y, 107E |               |
| 29                              | Tüzér utca                | 1, 2, 2A, 2E, 21, 21A, 55, 102, 102Y, 121 |               |
| 31                              | Kulturális Központ        | 1, 2, 2A, 2E, 21, 21A, 102, 102Y, 121 |               |
| 32                              | Mecsek Áruház             | 1, 2, 2A, 2E, 4, 4Y, 21, 21A, 22, 23, 23Y, 24, 102, 102Y, 104, 104A, 104E, 104Y, 121 · Helyközi autóbuszok |               |
| 34                              | Olympia Üzletház          | 1, 2, 2A, 2E, 4, 4Y, 21, 21A, 22, 23, 23Y, 24, 102, 102Y, 104, 104A, 104E, 104Y, 121 |               |
| 36                              | Uránváros végállomás      | 1, 2, 2A, 2E, 4, 4Y, 21, 21A, 22, 23, 23Y, 24, 25, 25A, 26, 26A, 27, 27Y, 28, 28A, 28Y, 29, 102, 102Y, 104, 104A, 104E, 104Y, 107E, 121 · Helyközi autóbuszok                                                                                   |               |